# National Women's Soccer League 2014
La National Women's Soccer League 2014 fue la 2.ª edición de la National Women's Soccer League (NWSL), la máxima categoría del fútbol femenino en Estados Unidos. Si se incluyen los torneos predecesores de la NWSL, la Women's Professional Soccer (2009-2011) y la Women's United Soccer Association (2001-2003), ésta fue la 8.ª temporada aprobada por la FIFA en esa categoría.
La temporada regular comenzó el 12 de abril y terminó el 20 de agosto. La final se jugó el 30 de agosto en el Starfire Sports, en donde FC Kansas City obtuvo su primer título en la liga al vencer a los ganadores del NWSL Shield, Seattle Reign FC, por 2 a 1.
La liga había anunciado que para esta temporada no se expandiría. Sin embargo, luego de la insistencia del Houston Dynamo, la comisión aprobó el ingreso del club Houston Dash, la sección femenina del Dynamo.

## Formato
- Cada equipo disputará un total de 24 partidos,[1] 12 de local y 12 de visitante.
- Cada equipo jugará contra cuatro oponentes dos veces de local y una de visitante, y contra los restantes cuatro una vez de local y dos veces de visitante.
- Los cuatro equipos que terminan primero en la temporada regular avanzan a las eliminatorias. Las dos semifinales se jugarán el 23 y 24 de agosto, y la final del torneo el 30 de agosto.

## Equipos
Houston Dash y Seattle Reign FC limitan la venta de entradas cuando juegan de local. La capacidad máxima de sus estadios se muestra entre paréntesis.
Boston Breakers, FC Kansas City,
y Seattle Reign FC cambiaron de estadio para esta temporada.
| Equipo                 | Ciudad                 | Entrenador        | Estadio                | Capacidad      |
| ---------------------- | ---------------------- | ----------------- | ---------------------- | -------------- |
| Boston Breakers        | Boston, Massachusetts  | Tom Durkin        | Harvard Stadium        | 30.323         |
| Chicago Red Stars      | Bridgeview, Illinois   | Rory Dames        | Village Sports Complex | 3.600          |
| Houston Dash           | Houston, Texas         | Randy Waldrum     | BBVA Compass Stadium   | 7.000 (22.039) |
| FC Kansas City         | Kansas City, Misuri    | Vlatko Andonovski | Verizon Field          | 3.200          |
| Portland Thorns        | Portland, Oregón       | Paul Riley        | Providence Park        | 20.438         |
| Seattle Reign FC       | Seattle, Washington    | Laura Harvey      | Memorial Stadium       | 6.000 (12.000) |
| Sky Blue FC            | Piscataway, New Jersey | Jim Gabarra       | Yurcak Field           | 5.000          |
| Washington Spirit      | Germantown, Maryland   | Mark Parsons      | Maryland SoccerPlex    | 5.126          |
| Western New York Flash | Elma, New York         | Aaran Lines       | Sahlen's Stadium       | 13.768         |

## Resultados
Actualizado al 20 de agosto de 2014.
| Colores y abreviaciones |
| Boston Breakers – BOS • Chicago Red Stars – CHI • Houston Dash – HOU • FC Kansas City – KC • Portland Thorns FC – POR Seattle Reign FC – SEA • Sky Blue FC – SB • Washington Spirit – WAS • Western New York Flash – WNY Victoria Derrota Empate Jugó de local contra ese equipo |

| Equipo                 | Partido | Partido | Partido | Partido | Partido | Partido | Partido | Partido | Partido | Partido | Partido | Partido | Partido | Partido | Partido | Partido | Partido | Partido | Partido | Partido | Partido | Partido | Partido | Partido |
| Equipo                 | 1       | 2       | 3       | 4       | 5       | 6       | 7       | 8       | 9       | 10      | 11      | 12      | 13      | 14      | 15      | 16      | 17      | 18      | 19      | 20      | 21      | 22      | 23      | 24      |
| ---------------------- | ------- | ------- | ------- | ------- | ------- | ------- | ------- | ------- | ------- | ------- | ------- | ------- | ------- | ------- | ------- | ------- | ------- | ------- | ------- | ------- | ------- | ------- | ------- | ------- |
| Boston Breakers        | SEA     | HOU     | SB      | SB      | CHI     | CHI     | KC      | POR     | WAS     | KC      | WAS     | SEA     | SB      | WNY     | WAS     | SEA     | HOU     | POR     | WNY     | WNY     | KC      | POR     | CHI     | HOU     |
| Boston Breakers        | 3–0     | 2–3     | 3–2     | 1–0     | 1–3     | 1–4     | 0–2     | 4–1     | 2–3     | 2–0     | 2–0     | 0–2     | 2–2     | 2–1     | 3–3     | 3–2     | 2–1     | 6–3     | 2–4     | 3–4     | 2–1     | 2–0     | 0–2     | 1–0     |
| Chicago Red Stars      | WNY     | WAS     | KC      | SB      | HOU     | BOS     | BOS     | HOU     | SB      | WAS     | SEA     | SB      | WNY     | KC      | POR     | POR     | SEA     | POR     | SEA     | HOU     | WAS     | KC      | BOS     | WNY     |
| Chicago Red Stars      | 1–0     | 0–1     | 1–0     | 1–1     | 1–0     | 1–3     | 1–4     | 1–3     | 0–2     | 0–1     | 3–1     | 2–2     | 2–0     | 0–1     | 2–2     | 1–1     | 1–0     | 1–1     | 1–1     | 0–0     | 2–1     | 2–1     | 2–0     | 3–3     |
| Houston Dash           | POR     | BOS     | SEA     | KC      | CHI     | POR     | KC      | CHI     | WAS     | WNY     | SB      | WNY     | KC      | WAS     | WNY     | BOS     | WAS     | CHI     | SEA     | POR     | SEA     | SB      | BOS     | SB      |
| Houston Dash           | 0–1     | 2–3     | 2–0     | 0–4     | 1–0     | 0–1     | 2–2     | 1–3     | 3–2     | 1–2     | 0–3     | 2–1     | 1–2     | 0–1     | 1–4     | 2–1     | 1–1     | 0–0     | 1–4     | 1–0     | 4–1     | 1–3     | 1–0     | 1–0     |
| FC Kansas City         | SB      | WAS     | POR     | CHI     | HOU     | WNY     | WAS     | SEA     | HOU     | SEA     | BOS     | WNY     | BOS     | HOU     | CHI     | POR     | SB      | POR     | WNY     | SB      | WAS     | SEA     | BOS     | CHI     |
| FC Kansas City         | 1–1     | 3–1     | 3–1     | 1–0     | 0–4     | 2–1     | 2–1     | 3–2     | 2–2     | 1–1     | 0–2     | 1–0     | 2–0     | 1–2     | 0–1     | 1–0     | 0–5     | 7–1     | 1–1     | 2–1     | 2–1     | 1–1     | 2–1     | 2–1     |
| Portland Thorns FC     | HOU     | SB      | KC      | WNY     | SEA     | HOU     | WNY     | SB      | BOS     | WNY     | WAS     | WAS     | SB      | KC      | CHI     | CHI     | KC      | CHI     | BOS     | WAS     | SEA     | HOU     | BOS     | SEA     |
| Portland Thorns FC     | 0–1     | 1–1     | 3–1     | 1–1     | 0–1     | 0–1     | 2–1     | 0–1     | 4–1     | 0–5     | 2–0     | 1–6     | 1–2     | 1–0     | 2–2     | 1–1     | 7–1     | 1–1     | 6–3     | 1–1     | 5–0     | 1–0     | 2–0     | 1–0     |
| Seattle Reign FC       | BOS     | WAS     | HOU     | SB      | WAS     | POR     | KC      | KC      | WNY     | SB      | CHI     | BOS     | WNY     | SB      | WNY     | BOS     | CHI     | CHI     | POR     | HOU     | KC      | HOU     | WAS     | POR     |
| Seattle Reign FC       | 3–0     | 3–1     | 2–0     | 0–2     | 1–2     | 0–1     | 3–2     | 1–1     | 2–2     | 1–3     | 3–1     | 0–2     | 1–2     | 0–0     | 1–2     | 3–2     | 1–0     | 1–1     | 5–0     | 1–4     | 1–1     | 4–1     | 1–1     | 1–0     |
| Sky Blue FC            | KC      | POR     | BOS     | SEA     | BOS     | CHI     | WNY     | WAS     | POR     | CHI     | SEA     | HOU     | CHI     | BOS     | POR     | SEA     | KC      | WAS     | KC      | WNY     | HOU     | WNY     | WAS     | HOU     |
| Sky Blue FC            | 1–1     | 1–1     | 3–2     | 0–2     | 1–0     | 1–1     | 2–0     | 3–3     | 0–1     | 0–2     | 1–3     | 0–3     | 2–2     | 2–2     | 1–2     | 0–0     | 0–5     | 4–2     | 2–1     | 1–0     | 1–3     | 2–3     | 0–1     | 1–0     |
| Washington Spirit      | WNY     | KC      | SEA     | CHI     | SEA     | KC      | WNY     | SB      | HOU     | BOS     | CHI     | BOS     | POR     | POR     | HOU     | BOS     | WNY     | HOU     | SB      | POR     | KC      | CHI     | SEA     | SB      |
| Washington Spirit      | 1–3     | 3–1     | 3–1     | 0–1     | 1–2     | 2–1     | 3–2     | 3–3     | 3–2     | 2–3     | 0–1     | 2–0     | 2–0     | 1–6     | 0–1     | 3–3     | 0–1     | 1–1     | 4–2     | 1–1     | 2–1     | 2–1     | 1–1     | 0–1     |
| Western New York Flash | WAS     | CHI     | POR     | KC      | SB      | WAS     | POR     | SEA     | HOU     | KC      | POR     | HOU     | CHI     | SEA     | BOS     | SEA     | HOU     | WAS     | KC      | BOS     | SB      | BOS     | SB      | CHI     |
| Western New York Flash | 1–3     | 1–0     | 1–1     | 2–1     | 2–0     | 3–2     | 2–1     | 2–2     | 1–2     | 0–1     | 0–5     | 2–1     | 2–0     | 1–2     | 2–1     | 1–2     | 1–4     | 0–1     | 1–1     | 2–4     | 1–0     | 3–4     | 2–3     | 3–3     |

## Clasificación
| Pos. | Equipo                 | Pts. | PJ | G  | E | P  | GF | GC | Dif. | Clasificación |
| ---- | ---------------------- | ---- | -- | -- | - | -- | -- | -- | ---- | ------------- |
| 1    | Seattle Reign FC (N)   | 54   | 24 | 16 | 6 | 2  | 50 | 20 | +30  | NWSL Shield   |
| 2    | FC Kansas City (C)     | 41   | 24 | 12 | 5 | 7  | 39 | 35 | +4   | Eliminatorias |
| 3    | Portland Thorns FC     | 36   | 24 | 10 | 6 | 8  | 39 | 35 | +4   | Eliminatorias |
| 4    | Washington Spirit      | 35   | 24 | 10 | 5 | 9  | 36 | 43 | −7   | Eliminatorias |
| 5    | Chicago Red Stars      | 35   | 24 | 9  | 8 | 7  | 32 | 26 | +6   |               |
| 6    | Sky Blue FC            | 34   | 24 | 9  | 7 | 8  | 30 | 37 | −7   |               |
| 7    | Western New York Flash | 28   | 24 | 8  | 4 | 12 | 42 | 38 | +4   |               |
| 8    | Boston Breakers        | 20   | 24 | 6  | 2 | 16 | 37 | 53 | −16  |               |
| 9    | Houston Dash           | 18   | 24 | 5  | 3 | 16 | 23 | 44 | −21  |               |

Actualizado a los partidos jugados el 20 de agosto de 2014.
 Fuente: NWSL

## Eliminatorias
Los cuatro primeros equipos de la temporada regular compiten por el título del campeonato. Son tres partidos únicos (sin "ida y vuelta"). Los primeros dos equipos juegan de local en las semifinales.
|  | Semifinales | Semifinales        | Semifinales |                |   | Final            | Final | Final |  |
|  |             |                    |             |                |   |                  |       |       |  |
|  |             |                    |             |                |   |                  |       |       |  |
|  | 1           | Seattle Reign FC   | 2           |                |   |                  |       |       |  |
|  | 1           | Seattle Reign FC   | 2           |                |   |                  |       |       |  |
|  | 4           | Washington Spirit  | 1           |                |   |                  |       |       |  |
|  | 4           | Washington Spirit  | 1           |                | 1 | Seattle Reign FC | 1     |       |  |
|  |             |                    |             |                | 1 | Seattle Reign FC | 1     |       |  |
|  |             |                    | 2           | FC Kansas City | 2 |                  |       |       |  |
|  | 2           | FC Kansas City     | 2           | FC Kansas City | 2 | 2                |       |       |  |
|  | 2           | FC Kansas City     |             |                |   | 2                |       |       |  |
|  | 3           | Portland Thorns FC | 0           |                |   |                  |       |       |  |
|  | 3           | Portland Thorns FC | 0           |                |   |                  |       |       |  |
|  |             |                    |             |                |   |                  |       |       |  |

### Semifinales
| 23 de agosto de 2014, 12:00 (CST) | FC Kansas City                | 2:0     | Portland Thorns FC | Durwood Soccer Stadium, Kansas                          |                                                         |
|                                   | - Rodriguez 65' - Holiday 87' | Reporte |                    | Asistencia: 2.997 espectadores Árbitro(s): Chris Spivey | Asistencia: 2.997 espectadores Árbitro(s): Chris Spivey |

| 24 de agosto de 2014, 20:00 (PT) | Seattle Reign FC                  | 2:1     | Washington Spirit | Memorial Stadium, Seattle                              |                                                        |
|                                  | - Little 72' (pen.) - Rapinoe 82' | Reporte | - Perez 65'       | Asistencia: 4.540 espectadores Árbitro(s): Timon Berry | Asistencia: 4.540 espectadores Árbitro(s): Timon Berry |

### Final
| 31 de agosto de 2014, 12:00 (PT) | Seattle Reign FC | 1:2     | FC Kansas City       | Starfire Sports Stadium, Tukwila                          |                                                           |
|                                  | - Rapinoe 86'    | Reporte | - Rodriguez 22', 56' | Asistencia: 4.252 espectadores Árbitro(s): Margaret Domka | Asistencia: 4.252 espectadores Árbitro(s): Margaret Domka |

|                                    |
|                                    |
| Campeón FC Kansas City 1.er título |

## Asistencia
Actualizado al 20 de agosto de 2014.
Asistencia de local durante la temporada regular, ordenado de mayor a menor promedio.
| Equipo                 | PJ  | Total   | Mayor  | Menor | Promedio |
| ---------------------- | --- | ------- | ------ | ----- | -------- |
| Portland Thorns FC     | 12  | 160.341 | 19.123 | 9.672 | 13.362   |
| Houston Dash           | 12  | 55.801  | 8.097  | 3.561 | 4.650    |
| Seattle Reign FC       | 12  | 43.996  | 5.957  | 1.754 | 3.666    |
| Washington Spirit      | 12  | 40.019  | 4.667  | 2.306 | 3.335    |
| Western New York Flash | 12  | 38.125  | 4.339  | 1.786 | 3.177    |
| Chicago Red Stars      | 12  | 35.393  | 15.743 | 1.039 | 2.949    |
| Boston Breakers        | 12  | 29.248  | 4.191  | 1.263 | 2.437    |
| FC Kansas City         | 12  | 24.215  | 3.107  | 1.212 | 2.018    |
| Sky Blue FC            | 12  | 19.682  | 3.471  | 582   | 1.640    |
| Total                  | 108 | 445.072 | 19.123 | 582   | 4.121    |